# Río Hapuku
El río Hāpuku nace en la cordillera Kaikōura de Nueva Zelanda y fluye hacia el sureste para adentrarse en el Pacífico Sur en Hapuka, entre Clarence y Kaikōura. El nombre proviene de la palabra maorí hāpuku o hāpuka, un pez marino de aguas profundas (Polyprion oxygeneios). Su principal afluente es el río Puhi Puhi.
El Hāpuku se salva con un puente de 460 m de 1940 con 23 vanos de 20 m en la Main North Line y con un puente en la SH1 de 1983 de 11 vanos, 227 m de largo y 8,6 m de ancho. El primer puente se terminó de construir en 1915 con cimientos de 7,9 m de profundidad, aunque los accesos fueron algo posteriores.
Mientras que otros ríos se vieron afectados por graves inundaciones en 1953, el Hāpuku sólo se elevó 2,0 m en el puente del ferrocarril, probablemente debido a su corta cuenca, al levantamiento tectónico de su cabecera y a la anchura del lecho trenzado del río, que es una fuente de balasto para el ferrocarril. Sin embargo, una inundación de 1868 tuvo un mayor impacto río arriba, dejando una orilla de 9,1 m y una inundación de 1941 dañó el ferrocarril.
La fauna asociada a la zona incluye salamanquesas de ojos negros, que se encuentran cerca de la cabecera del brazo norte del río Hāpuku, y bluff wetas. Las especies introducidas incluyen ciervos rojos, cabras (mantenidas en niveles bajos por el sacrificio), cerdos y gamuzas.
Había dos refugios en el valle; Hapuku Hut y Barratts Bivvy, unidos por senderos. Sin embargo, un deslizamiento provocado por el terremoto de Kaikōura de 2016 bloqueó el río, acumulándose agua detrás del deslizamiento y destruyendo Barratts Hut y Bivvy.
La estación de tren de Hapuka estuvo abierta desde el 13 de marzo de 1944 hasta el 29 de marzo de 1981. Se conservan un bucle de paso y un apartadero de balasto.